# Rhyssemus mimus
Rhyssemus mimus är en skalbaggsart som beskrevs av Vladimir Balthasar 1961. Rhyssemus mimus ingår i släktet Rhyssemus och familjen Aphodiidae. Inga underarter finns listade i Catalogue of Life.